# Al-Àixraf Xaban
Al-Màlik al-Àixraf Zayn-ad-Din Xaban ibn Hàssan ibn Muhàmmad ibn Qalàwun (àrab: الملك الأشرف زين الدين شعبان بن حسن بن محمد بن قلاوون, al-Malik al-Axraf Zayn ad-Dīn Xaʿbān ibn Ḥassan ibn Muḥammad ibn Qalāwūn), més conegut simplement com al-Àixraf Xaban, fou soldà mameluc bahrita o kiptxak del Caire (1363 - 1377). Era fill d'an-Nàssir Hàssan. Va tenir el regnat més llarg dels anomenats qalawúnides (els descendents de Qalàwun)
Quan el mameluc i regent Yalbughà al-Umarí va enderrocar a al-Mansur Muhàmmad, fou posat al tron, però mantenint-se la regència compartida amb Taybughà at-Tawil fins al 1366 quan aquest darrer en fou a part el març de 1366. Pere Tomàs, patriarca llatí de Constantinoble de 1364 a 1366 i delegat del papa Innocenci VI (d'Avinyó) va iniciar les negociacions per formar una lliga contra els mamelucs i va demanar suport a les potències occidentals però només va aconseguir suport efectiu de Pere I de Xipre i quan estava en els preparatius una revolta a Creta el va obligar a aturar la sortida; finalment el juny de 1365 Pere Tomàs va sortir de Venècia que li va donar suport amb la condició que ni Alexandria ni els otomans, amb els quals Venècia tenia acords comercials, serien atacats; però arribat a  Rodes, Pere Tomàs fou convençut d'atacar Alexandria i la flota cristiana amb 150 vaixells (10.000 homes 1 1400 cavalls) va arribar davant Alexandria el 9 d'octubre de 1365, però no va desembarcar immediatament i quan ho va fer l'endemà els musulmans ja havien tingut temps d'organitzar la defensa i foren acollits amb una pluja de fletxes; els musulmans es van acabar retirant però els cristians estaven impressionats pel seu nombre i la majoria dels cavallers van recomanar la retirada; però Pere I de Xipre es va mostrar ferm i finalment la ciutat va ser conquerida i saquejada durant una setmana, i quan ja estava tot saquejat van abandonar la ciutat. Alguns vaixells sobrecarregats es van enfonsar, però la major part de la flota va poder tornar a Xipre.
Durant aquestos fets l'emir Yalbugha no va actuar per por que si deixava el Caire els seus rivals aprofitarien per deposar-lo. Quan finalment va decidir marxar a Alexandria, els cristians ja s'havien retirat. La guerra entre Xipre i Egipte va continuar fins al 1370. Els més perjudicats foren curiosament els cristians d'Alexandria, fustigats pels mamelucs i que van haver de pagar forts rescats pels cristians fets presoners pels xipriotes. Yalbugha va fer reconstruir Alexandria i va crear una flota que convertirà Egipte en una nova potència marítima. A finals del 1365 el rei de Dongola va demanar ajuda Yalbugha contra un nebot que volia usurpar el tron i es va organitzar una expedició (desembre) que de fet només va lluitar contra els beduïns àrabs de la zona d'Aswan.
Durant un intent de cop d'estat de diversos mamelucs contra Yalbugha al-Umari (cop d'estat al qual el sultà va donar suport), el regent va morir el desembre de 1366. Els circassians de la seva casa foren eliminats pel sultà el 1367-1368. Llavors va poder governar en solitari de manera autocràtica. El setembre els xipriotes van atacar Trípoli del Líban però l'acció no va tenir continuïtat i Xaban va poder governar en pau la resta dels anys.. El 1373 va tenir un conflicte amb el seu sogre l'atabeg Uljai al-Yusufí (Uldjay al-Yusufi) sobre l'herència de la mare del sultà, Khawand Baraka, que havia mort poc abans, però Uljai fou derrotat i es va ofegar quan fugia pel Nil.
El 1377 el sultà va fer una peregrinació a Hedjaz i quan era al coll de l'Ayla els mamelucs circassians es van revoltar exigint menjar pel bestiar i els seus sous; els rebels estaven dirigits per Barkuk o Barquk ibn Anas que era el tutor del sultà des de 1366, però van fracassar, si bé el sultà no podia controlar la situació i va optar per fugir cap al Caire (13 de març de 1377). Mentre Barkuk havia fugit a Síria. Al Caire els mamelucs rebels van prendre el control de la ciutadella i van proclamar nou sultà al fill del sultà, Al-Mansur Alà-ad-Din Alí, de 10 anys. No hi acord sobre si la rebel·lió de Barquq i la de la ciutadella estaven coordinades o foren independents. Xaban i els seus companys foren capturats pels rebels i assassinats a Kubbat al-Nasr, a tocar del Caire (15 de març). El circassians yalbughawiyya acabaran prenent el poder uns anys després amb el mateix Barquk ibn Anas.